# Motu Oa
Motu Oa (jęz. markiski Długa Skała) – wysepka w Polinezji Francuskiej, w archipelagu Markizów. Leży 1 km na południowy wschód od Ua Pu, a jej powierzchnia wynosi ok. 0,3 km².